# Phản hydro

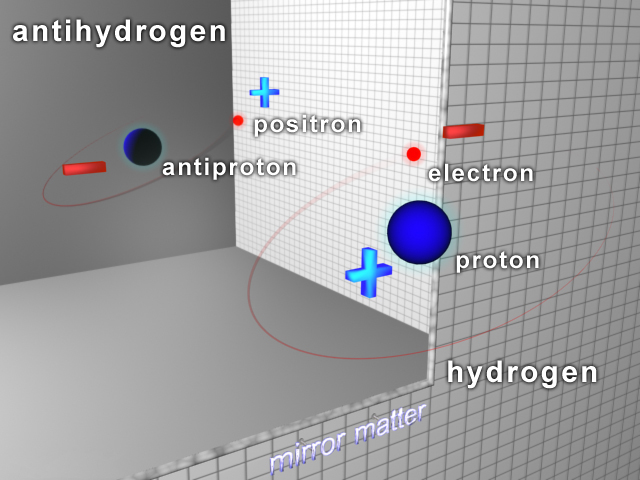
Ngược với hydro, phản hydro có một phản proton và một positron.

Phản Hydro là nguyên tố phản vật chất tương ứng với hydro. Ký hiệu chuẩn của phản hydro là H, tức chữ H có đường gạch trên. Trong khi nguyên tử hydro bình thường có một điện tử và một proton, nguyên tử phản hydro có một positron và một phản proton.

## Tính chất
Theo định lý CPT của vật lý hạt, các nguyên tử phản hydro nên có nhiều đặc điểm thường có của các nguyên tử hydro, nghĩa là chúng phải có cùng khối lượng, mômen lưỡng cực từ, và tần số chuyển đổi giữa các trạng thái lượng tử của chúng. Ví dụ, các nguyên tử phản hydro bị kích động được dự kiến sẽ phát sáng với các màu sắc giống như của hydro thông thường. Nguyên tử phản hydro phải bị hấp dẫn trọng lực vào các vật chất khác hoặc phản vật chất với một lực có độ lớn tương tự như các nguyên tử hydro thông thường phải chịu.
Khi nguyên tử phản hydro tiếp xúc với vật chất thông thường, các thành phần của chúng nhanh chóng tiêu diệt. Hạt positron, là một hạt cơ bản, hủy điện tử trong vật chất thông thường trong khi khối lượng còn lại của positron và đối tác hủy diệt của nó phát ra năng lượng ở dạng tia gamma. Hạt phản proton mặt khác được tạo thành phản quark kết hợp với các hạt quark trong hoặc neutron hoặc proton trong vật chất thông thường và kết quả hủy diệt trong các hạt năng lượng cao được gọi là pion. Những pion lần lượt nhanh chóng phân rã thành các hạt khác gọi là hạt muyon, neutrino, hạt positron và điện tử, và các hạt này nhanh chóng tiêu tan. Tuy nhiên, nếu các nguyên tử phản hydro được để bị đình chỉ trong một trạng thái chân không hoàn hảo, chúng phải tồn tại vô thời hạn.

## Phát hiện

Quy trình tạo phản hydro đầu tiên năm 1995

Từ năm 1995, phản hydro đã được một nhóm các nhà nghiên cứu, đứng đầu là Walter Oelert, tại phòng thí nghiệm CERN ở Geneva tạo ra đầu tiên bằng máy gia tốc hạt. Thí nghiệm diễn ra ở LEAR (Low Energy Antiproton Ring, Vòng phản proton năng lượng thấp), nơi các phản proton được tạo ra trong một máy gia tốc, bị bắn tại một cụm xenon. Khi một phản proton đến gần một nhân xenon, một cặp điện tử–positron có thể được tạo ra, và với vài khả năng positron sẽ bị bắt giữ bởi phản proton để tạo phản hydro. Xác suất tạo ra nguyên tử phản hydro từ một phản proton chỉ là 10−19, do đó phương pháp này không phù hợp lắm cho việc sản xuất số lượng đáng kể nguyên tử phản hydro, do các tính toán chi tiết không được chỉ ra trước đây.
Các thí nghiệm thực hiện tại CERN được tiến hành về sau, vào năm 1997, được thực hiện lại tại Fermilab ở Hoa Kỳ nơi phần giao cắt khác của quá trình đã được xác định. Cả hai thí nghiệm đã dẫn đến kết quả các nguyên tử phản hydro năng lượng cao hay "nóng" mà không phù hợp cho nghiên cứu chi tiết. Do đó, CERN đã xây máy giảm tốc phản proton nhằm hỗ trợ các nỗ lực theo hướng tạo ra các phản hydro năng lượng thấp có thể sử dụng cho các thử nghiệm đối xứng cơ bản.
|  |  |

Mới đầu các nguyên tử phản hydro được tạo ra có tốc độ "nóng" đến nỗi nó và vật chất tự phá hủy nhau trước khi các nhà nghiên cứu có thể bắt kịp. Tuy nhiên, vào tháng 11 năm 2010, các nguyên tử phản hydro lạnh được tạo ra và bắt giữ trong từ trường lần đầu tiên.